# Santa Gertrudis, Pachuca de Soto
Santa Gertrudis är en ort i Mexiko.   Den ligger i kommunen Pachuca de Soto och delstaten Hidalgo, i den sydöstra delen av landet, 80 km norr om huvudstaden Mexico City. Santa Gertrudis ligger 2 445 meter över havet och antalet invånare är 776.
Terrängen runt Santa Gertrudis är kuperad åt nordväst, men åt sydost är den platt. Runt Santa Gertrudis är det tätbefolkat, med 982 invånare per kvadratkilometer. Närmaste större samhälle är Pachuca de Soto, 8,4 km öster om Santa Gertrudis. Omgivningarna runt Santa Gertrudis är i huvudsak ett öppet busklandskap.